# إكس لارج (فلم)
إكس لارج فيلم اجتماعي كوميدي مصري أصدر عام 2011 من بطولة أحمد حلمي ودنيا سمير غانم وإبراهيم نصر ومن إخراج شريف عرفة، لاقى الفيلم استحسان من الجمهور والنقاد علي نحو سواء.

## القصة
تدور أحداث الفيلم حول مجدي وهو شاب بدين يعاني من السمنة الزائدة، لديه العديد من الصديقات المقربات، لكن بدانته الزائدة تجعلهن لا يفكرن فيه كزوج، يتواصل مجدي مع صديقته دينا التي كان يعرفها منذ الطفولة ويحاول التقرب إليها، لكنه يكتشف أنها تقوم بتحضير بحث لتقدمه في الجامعة عن حالته.

## الممثلون
| - أحمد حلمي: (مجدى / عادل) - دنيا سمير غانم: (دينا) - إبراهيم نصر: (عزمي) - خالد سرحان: (حمادة) | - إيمي سمير غانم: (مي) - محمد شاهين: (سامي) - ناهد السباعي: (ناني) - ياسمين رئيس: (ريهام) | - لؤي عمران: (أشرف) - محمد ازعر - مروة ثروت: غادة - حمزة العيلي: الحاج كرم | - سعيد طرابيك: (مدير مجدي) - أنعام سالوسة: (عمة دينا) - محمد شرف: (صبري) |

### بالاشتراك مع
| - وائل ابوالسعود - خالد منصور - محمد عبد الرازق - محمد عبد الرحمن - منى ممدوح - محمد الصغير | - إسلام وافي - منير يوسف - سيد مصطفى - محمد جمال قلبظ - حسام عبد الله - خالد مسعد | - ليلى الاسكندرانية - هيثم عصام - قدري أبو الهول - سما محمد - سمر نجيلي | - علي عبد المنعم - محمود بندق - سعيد ماسبيرو - سيد صلاح - عصام السقا |

## فريق العمل
- تأليف: أيمن بهجت قمر[1]
- إخراج: شريف عرفة
- مدير التصوير: أيمن أبو المكارم
- مونتاج: داليا الناصر
- الموسيقى التصويرية: هشام نزيه
- مهندس الديكور: فوزى العوامرى
- مهندس الصوت: محمد فوزي
- إنتاج: الأخوة المتحدين للسينما - شادوز للإنتاج الفني
- توزيع: الأخوة المتحدين

## الجوائز
- مهرجان اوسكار السينما المصرية الـ33: حصل الفنان أحمد حلمي جائزة أحسن ممثل، كما حصلت الفنانة دنيا سمير غانم جائزة أحسن ممثلة. فاز الفنان إبراهيم نصر بجائزة أحسن ممثل دور ثان، كما فاز الكاتب أيمن بهجت قمر بجائزة أحسن سيناريو.المونتيرة داليا الناصر علي جائزة أفضل مونتاج. جائزة أحسن إخراج من نصيب المخرج شريف عرفه، حصل المنتج وليد صبري على جائزة أحسن إنتاج.[4]
- مهرجان جمعية الفيلم المصرية: جائزة خاصة للفنان إبراهيم نصر عن دوره، وحصل فوزي العوامري على جائزة أحسن ديكور عن نفس الفيلم.[5]

## روابط خارجية
- تيلر فيلم اكس لارج على يوتيوب
- إكس لارج على موقع IMDb (الإنجليزية)
- إكس لارج على موقع روتن توميتوز (الإنجليزية)
- إكس لارج على موقع قاعدة بيانات الأفلام العربية
- إكس لارج على موقع قاعدة بيانات الفيلم (الإنجليزية)
- إكس لارج على موقع ليتربوكسد (الإنجليزية)
- إكس لارج على موقع كينوبويسك (الروسية)